# Бруевич, Семён Владимирович
Семён Владимирович Бруевич (1894—1971) — советский гидрохимик, доктор химических наук, профессор.

## Биография
В 1917 году окончил Императорское Московское техническое училище.
В 1921 г. в качестве химика участвовал в 1-й полярной экспедиции в Белое, Баренцево и Карское моря на ледоколе «Малыгин» .
В 1925—1932 — научный сотрудник Государственного океанографического института, руководитель гидрохимических работ на корабле «Персей».
В 1939—1946 работал в Арктическом научно-исследовательском институте,
С 1946 г. начальник химического отдела в Институте океанологии. В 1949 г. возглавлял первый рейс НИС «Витязь» в Чёрном море.
Доктор химических наук (1936), профессор (1939).

## Научная деятельность

### Научные труды
Автор более 200 научных публикаций: работы по гидрохимии Белого, Баренцева, Аральского, Чёрного, Охотского и Берингова морей, работ по химическому балансу Мирового океана и обмену между океаном и атмосферой солевыми и газовыми компонентами. Автор монографий «Методика химической океанографии» (Москва: Центр. упр. единой гидрометеорол. службы СССР, 1933. — 144 с.), «Химия Тихого океана» (Москва: Наука, 1966. — 360 с.: черт., карт.). Под редакцией С. В. Бруевича в 1948 году вышел «Сборник работ по химии моря», в 1960 году сборник «Химия моря», в 1967 году сборник «Химические процессы в морских водах и осадках». Бруевич ввёл понятие «биогидрохимия».

## Награды и премии
- 1951 г. — Сталинская премия 2 степени (геолого-географические науки) — за океанологические исследования, в составе авторского коллектива;
- 1965 г. — Заслуженный деятель науки РСФСР;
- 1977 г. — Государственная премия СССР в области науки и техники — за 10-томную монографию «Тихий океан» (1966—1974), в составе авторского коллектива.